# Quarto Concílio de Constantinopla (Católico Romano)
O Quarto Concílio de Constantinopla (Católico Romano) foi o oitavo Concílio Ecumênico realizado em Constantinopla entre 5 de outubro de 869 e 28 de fevereiro de 870 Compareceram 102 bispos, 3 legados papais e 4 patriarcas. O concílio se reuniu em 10 sessões e emitiu 27 cânones.
O concílio foi convocado pelo imperador bizantino Basílio I, o Macedônio, e pelo Papa Adriano II. Ele depôs Fócio, um leigo que havia sido consagrado Patriarca de Constantinopla, e restaurou seu antecessor, Inácio. Ele também reafirmou as decisões do Segundo Concílio de Niceia em apoio aos ícones e imagens sagradas, além de exigir que a imagem de Cristo tenha a mesma veneração que o Evangelho.
Um concílio posterior, o Quarto Concílio de Constantinopla grego foi realizado após Fócio ter sido reconduzido à função por ordem do imperador. Hoje, a Igreja Católica reconhece o concílio de 869 - 870 como "Constantinopla IV", enquanto que a Igreja Ortodoxa reconhece o concílio de 879 - 880 como tal, além de reverenciar Fócio como santo. Na época, esta divisão ainda não era clara. Estes dois concílios representam um cisma entre o oriente e o ocidente, uma vez que os sete concílios anteriores são reconhecidos como "ecumênicos" e com autoridade tanto pelo ocidente latino quanto pelo oriente grego, cisma este que culminará no Grande cisma do oriente em 1054

## História
Com a coroação de Carlos Magno pelo Papa Leão III em 800, seu novo título de Patricius Romanorum e o recebimento das chaves da Tumba de São Pedro, o papado definitivamente conseguiu um protetor no ocidente, o que por um lado deu mais liberdade aos pontífices em Roma frente o poder do imperador bizantino em Constantinopla, mas por outro também acabou levando a Igreja a um cisma, uma vez que o imperador e o patriarca em Constantinopla se consideravam os verdadeiros descendentes do Império Romano e dos criadores da Igreja antiga. [carece de fontes?]

### Cisma de Fócio
Em 858, Fócio, um nobre leigo de uma família local, foi consagrado Patriarca de Constantinopla, o mais alto posto episcopal na Igreja fora o bispado em Roma. O imperador Miguel III, o Ébrio já tinha sumariamente deposto o patriarca anterior, Inácio, que se recusou a abdicar, provocando uma luta de poder entre o imperador e o Papa Nicolau I. Em 867, foi realizado um concílio local em Constantinopla com o objetivo de depor Nicolau acabou declarando-o anátema e o excomungou. Além disso, suas alegações de primazia, seus contatos com a Bulgária e o fato de ele manter cláusula Filioque no credo (mantinha que o Espírito Santo emanou do Pai e do Filho) foram condenados.
Além de condenar Fócio e reinstalar santo Inácio de Constantinopla, o Quarto Concílio Ecumênico também colocou o patriarca de Constantinopla numa posição superior aos demais patriarcas orientais (Alexandria, Antioquia e Jerusalém, além de anatemizar o ensinamento supostamente defendido por Fócio de que haveria duas almas humanas, uma espiritual e imortal e outra terrena e mortal.

## Apoio aos ícones e imagens sagradas
Um dos elementos chave do concílio foi o referendo dado às decisões do Segundo Concílio de Niceia em apoio aos ícones e imagens sagradas. O concílio acabou de apagar as últimas chamas do iconoclastia bizantina. Especificamente, o terceiro cânon determinou que a imagem de Cristo deveria ter o mesmo tipo de veneração dispensada à Bíblia.
| “ | Decretamos que a imagem sagrada de nosso Senhor Jesus Cristo, o Libertador e Salvador de todos os povos, deve ser venerada com a mesma honra dispensada ao livro dos sagrados Evangelhos. Pois através das palavras contidas neste livro todos podem alcançar a salvação e, também, pela ação exercida por estas imagens através de suas cores todos, sábios e simplórios igualmente, podem tirar proveito delas. Pois o que o discurso provê em palavras, as imagens anunciam e mostram em cores. | ” |
|   | — Cânon III de Constantinopla IV. |   |

O concílio também encorajou a veneração de imagens da Virgem Maria, anjos e santosː
| “ | Se alguém não venera a imagem de Cristo, nosso Senhor, que ele seja deprivado de vê-lo em glória quando ele retornar. A imagem de sua pura Mãe e as imagens dos anjos sagrados, assim como as imagens dos santos, são igualmente objeto de nossa veneração e peregrinação. | ” |
|   | — Cânon III de Constantinopla IV. |   |

## Corpo e alma espiritual; o homem não é tripartido
Foi neste concílio que a hipótese de que o ser humano é constituído de corpo físico e duas almas — ou seja, modernamente: corpo, alma e espírito — foi sumariamente condenada pela Igreja Católica Apostólica Romana. No cân. 11, afirmou: " unam animam rationabilem et intellectualem habere hominem — o homem tem uma só alma racional e intelectiva" (DZ 657), ou seja, o homem é corpo e alma espiritual (espírito sendo sinônimo de alma, ou distintivo característica da alma humana).